# いつの日も
「いつの日も」（いつのひも）は、日本のシンガーソングライター・阿部真央の3枚目のシングル。2010年1月13日にポニーキャニオンから発売された。

## 概要
表題曲「いつの日も」はラブバラードである。歌はたった今どれくらい幸せであるか表し、ある日、思い出を振り返ったときに今日を思い出せることを願う。「貴方に出遭う為に生まれてきた」と恋人への献身を示し、生まれ変わっても、互いに互いを見つけようと語る。
阿部はこの曲を2009年9月に書いた。この曲は、当時大好きだった人と別れる機会に書いた自叙伝的なものである。いつか人は死んでしまうため、死ぬまでせめて今そばにいる大事な人を余すことなく大事にし、愛していけたら幸せであるという気持ちも込められている。
初回限定盤は「いつの日も」のミュージック・ビデオを収録したDVDと、未発表曲「モンロー 〜高校生のあべまver.〜」の着うたフルを無料ダウンロードできるIDが封入されている。
2020年12月23日には、自身のピアノ弾き語りによるセルフカバー「いつの日も ～MY INNER CHILD Ver.～」が配信、同日にMVも公開された。この楽曲は2021年1月20日に発売されたカバーアルバム『MY INNER CHILD MUSEUM』に収録された。

## リリース
発売情報は発売の3か月前に発表された。「いつの日も」はフジテレビ系列『エチカの鏡〜ココロにキクTV〜』のエンディングテーマ曲に10月11日から起用された。12月に歌詞が公式歌詞サイトに公開された。その内の1つである歌ネットでは、ウィークリーランキングで「貴方の恋人になりたいのです」に続いて1位を獲得した（2009年12月14日付）。「give me your love」はSKI JAM（2009年-2010年シーズン）のCMソングとして起用されている。彼女のデビューアルバム『ふりぃ』からの楽曲「MY BABY」が同CMの2008 - 2009年シーズンのCMソングとして起用されていた。

## ミュージック・ビデオ
ビデオは大喜多正毅によって撮影された。初回限定盤のDVDに収録されている。

## 収録曲
| 全作詞・作曲: 阿部真央。 |                          |           |            |                    |
| #                        | タイトル                 | 作詞      | 作曲・編曲 | 編曲家             |
| 1.                       | 「いつの日も」           | 阿部真央  | 阿部真央   | 小森雄壱           |
| 2.                       | 「give me your love」    | 阿部真央  | 阿部真央   | 小森雄壱、安藤正和 |
| 3.                       | 「私は貴方がいいのです」 | 阿部真央  | 阿部真央   | 阿部真央           |
| 4.                       | 「いつの日も（Inst.）」  | 阿部真央  | 阿部真央   | 小森雄壱           |
| 合計時間:                | 合計時間:                | 合計時間: | 18:02      |                    |

| #  | タイトル                     | 作詞 | 作曲・編曲 | 時間 |
| -- | ---------------------------- | ---- | ---------- | ---- |
| 1. | 「「いつの日も」MUSIC CLIP」 |      |            | 5:26 |

## チャート成績

### オリコン
| 発売日        | チャート                 | 最高順位 | 最初の週の売上 | 累計売上 | チャート・ラン |
| ------------- | ------------------------ | -------- | -------------- | -------- | -------------- |
| 2010年1月13日 | デイリーシングルチャート | 9        |                |          |                |
| 2010年1月13日 | 週間シングルチャート     | 12       | 5,368          | 7,029    | 2週            |
| 2010年1月13日 | 月間シングルチャート     |          |                |          |                |

### その他のチャート
| チャート                             | 最高 順位 |
| ------------------------------------ | --------- |
| Billboard Japan Hot 100              | 2         |
| Billboard Japan Hot Top Airplay      | 2         |
| Billboard Adult Contemporary Airplay | 1         |
| RIAJ Digital Track Chart Top 100     | 6         |

## カバー
いつの日も
- 柴咲コウ - カバーアルバム『続こううたう』（2016年7月20日発売）に収録。